# Doriano Sulis
Doriano Sulis (Villanova Tulo, 10 luglio 1947) è un artigiano italiano, fondatore e direttore del Centro Italiano di Fukuoka e del Biwakan ed è attivamente impegnato nella diffusione della cultura e della lingua italiana in Giappone.
Sulis è stato insignito dei titoli onorifici di “Bunka katsudo korosho” (文化活動功労賞）e di “Mukei bunkazai” (無形文化財 "Proprietà Culturale Intangibile") per la sua attività culturale e di costruzione e restauro del liuto giapponese biwa.

## Biografia

### Dalla nascita alla partenza per il Giappone (1947-1974)
Figlio del giornalista scrittore Edgardo Sulis e di Giuseppina Puxeddu, si trasferisce a Roma con la famiglia all’età di tre anni. Terminata la scuola dell’obbligo, si iscrive al Conservatorio Santa Cecilia, dove frequenta il corso di chitarra classica.
Alla fine degli anni ’60, Sulis entra a far parte della compagnia di Burattini di Otello Sarzi, artista che, combattuto il fascismo come partigiano a fianco dei famosi Fratelli Cervi, aveva poi proseguito la carriera del padre burattinaio, portando in scena non solo spettacoli per bambini e ragazzi, ma sviluppando in particolare un repertorio per adulti tratto, tra le altre, dalle opere di Brecht, Majakovskij, Becket e Lorca. Oltre alle numerose rappresentazioni in tutta Italia, Sulis seguirà la compagnia del maestro Sarzi anche nelle tournèe estere, tra cui la più importante, in Medio Oriente.
Nel 1972 Sulis fonda una propria compagnia chiamata I burattini di Doriano con cui debutta al teatro Uscita di Roma con l’opera originale E il perdono non venne, di cui è autore non solo del testo, ma anche della musica e dei burattini.

### L'incontro con il biwa

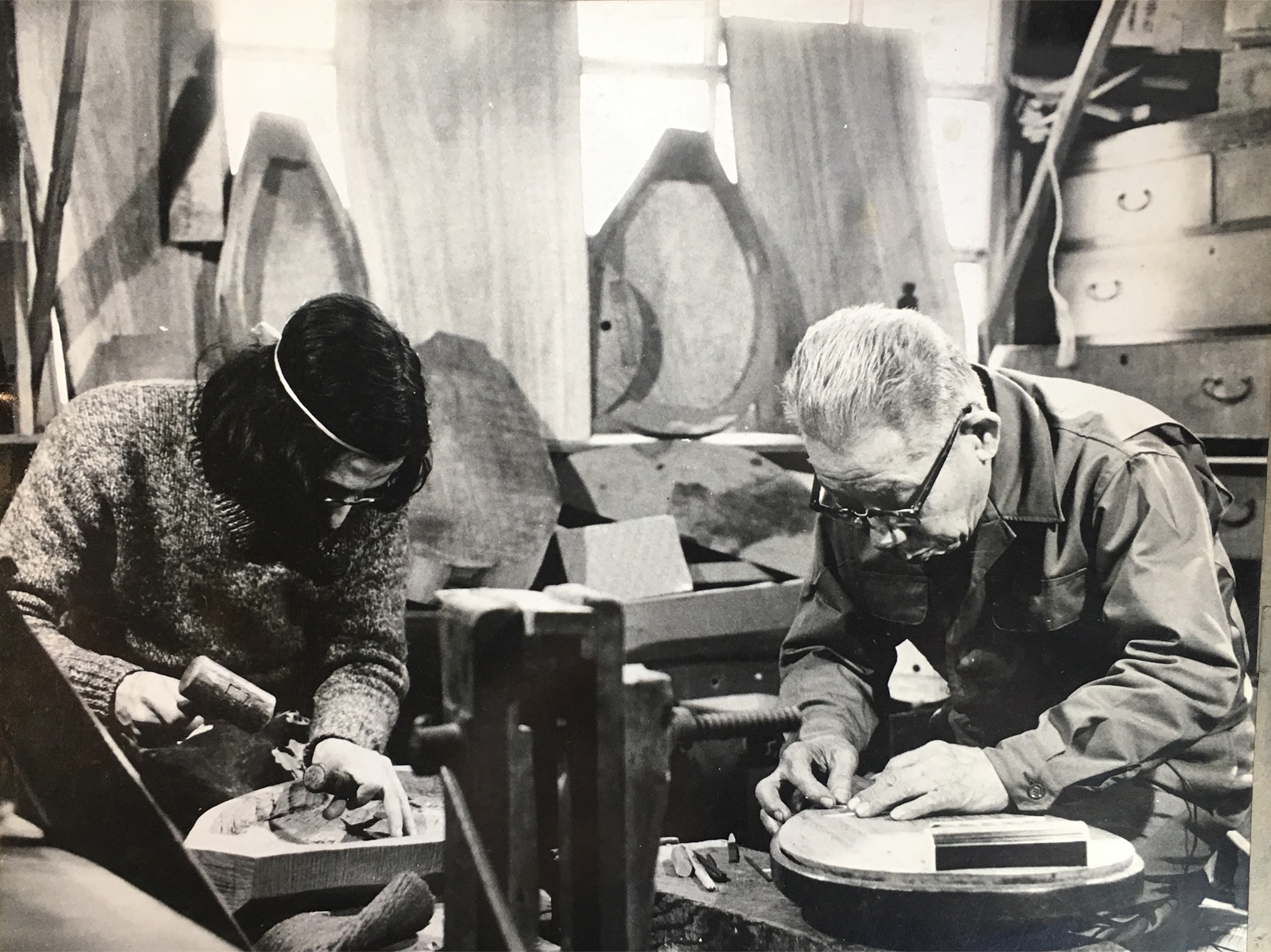
Doriano Sulis e il suo maestro Genzaburo Yoshitsuka (1975)

Nel 1974 si trasferisce in Giappone con la moglie, la designer Kazue Mori e dopo soli sei mesi entra in contatto con il maestro liutaio Genzaburo Yoshitsuka, ultimo maestro artigiano del liuto originario della regione di Fukuoka: il Chikuzen biwa. Proprio la sua sensibilità di musicista, nonché l’interesse verso le tecniche di lavorazione del legno, lo spingeranno a chiedere di poter entrare nella bottega del liutaio come unico allievo. Inizia quindi un lungo ed intenso tirocinio della durata di circa 5 anni.
Risale allo stesso periodo l’apertura di un proprio studio in cui si dedica alla raccolta di biwa antichi per studiarli e conservarli. Il suo laboratorio funge da punto di riferimento per la conservazione delle tecniche di costruzione e la salvaguardia di questo strumento in tutto il Giappone.

### La fondazione del Centro Italiano
Con la fine dell’apprendistato, seppur continuando lo studio del Chikuzen Biwa, fonda nel 1981 a Fukuoka il primo istituto in materia di insegnamento e promozione della cultura italiana a Kyūshū. Da allora ha insegnato a migliaia di studenti e ricercatori, non solo attraverso le attività del Centro Italiano di Fukuoka, ma anche come docente presso molte università giapponesi (Kyudai, Seinan, Joshitan, ecc.) e presso molti centri culturali istituiti da giornali locali (Nishinihon, Asahi, NHK, ecc.).
Oltre all’insegnamento, data la competenza in materia di cinema e la padronanza della lingua giapponese, Sulis si è occupato della traduzione e del sottotitolaggio di moltissimi film, documentari, corti, ecc. italiani in giapponese e viceversa; tra i più importanti, “I pugni in tasca” di Marco Bellocchio, “Le vie del Signore sono finite” di Massimo Troisi, “Il piccolo diavolo” di Roberto Benigni.
In qualità di mediatore, ha curato i rapporti tra città e centri italiani e giapponese, tra cui il gemellaggio tra Pordenone e Ōkawa.
Nel 2000 fonda una propria casa editrice, Abbecedario Editore, con la quale ha curato e realizzato diverse pubblicazioni, prima delle quali la stampa di un libro di testo per apprendere la lingua italiana rivolto esclusivamente a studenti giapponesi: l’Abbecedario.
Tramite la casa editrice, ha realizzato anche la traduzione e pubblicazione del best seller italiano del 2010, il libro illustrato Piccolo Uovo, scritto da Francesca Pardi e illustrato da Tullio Altan ed edito in Italia da Lo stampatello. Il testo, diffuso nella sua versione giapponese in molte biblioteche comunali e utilizzato da molti asili e scuole di tutto il Giappone, presenta una prefazione scritta da Banana Yoshimoto.

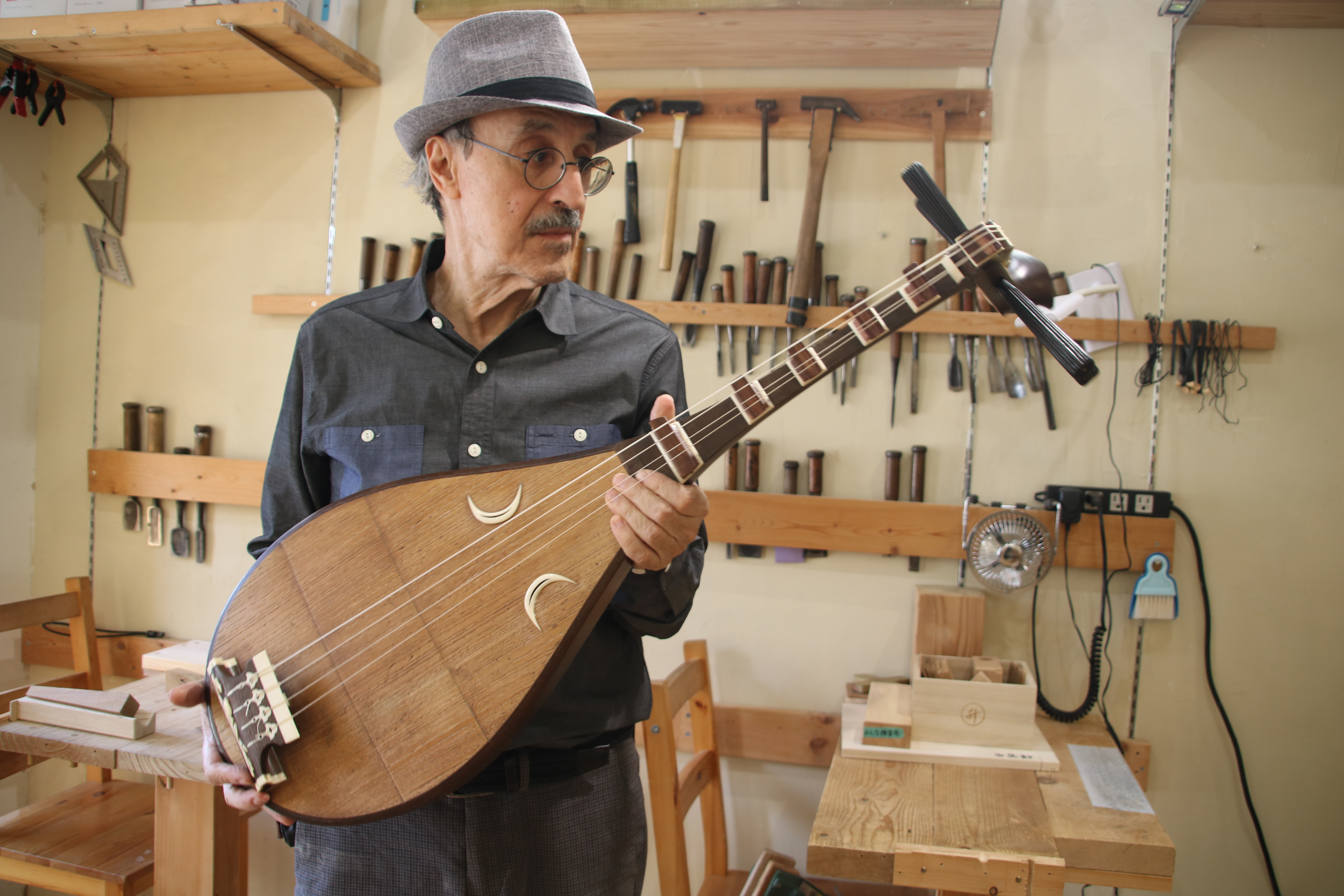
Biwakan di Doriano Sulis 2022.

Parallelamente alle attività strettamente culturali, si è occupato poi in prima persona dell’importazione e della promozione di eccellenze italiane nel settore eno-gastronomico ed artigianale.
Nel 2010, su espressa richiesta della Camera di Commercio Italiana a Tokyo, ha fondato e diretto per due anni la Camera di Commercio Italiana – Direzione di Fukuoka.
In campo artistico Sulis è da sempre impegnato nella presentazione di artisti italiani in Giappone e viceversa, in collaborazione con pubblicazioni e figure di spicco del settore. Nel 2017 ha inaugurato la galleria d’arte e spazio multiculturale del Centro Italiano di Fukuoka, Spazio – Art Gallery, che in poco più di un anno ha accolto importanti artisti, tra cui ricordiamo Gyoji Nomiyama, ed eventi.
È poi specialista della coltura dell’olivo, della produzione dell’olio e delle sue varietà. Dal 2010 è promotore della diffusione della pianta dell’Olivo nel sud-ovest del Giappone attraverso l’importazione diretta e l’impianto di migliaia di esemplari provenienti da vivai di prestigio in Toscana. Funge inoltre da mediatore tra aziende produttrici italiane e coltivatori e produttori di olio giapponesi.
Cultore del teatro di Eduardo De Filippo, Sulis nello stesso anno ha coronato un altro suo sogno: la traduzione e la pubblicazione di un libro con dvd della commedia eduardiana “De Pretore Vincenzo” (2012) e di quella di “Natale in casa Cupiello” (2013) che hanno visto il supporto e il patrocinio di entità locali italiane quali Fiat Japan, Ambasciata, ecc. nonché del comune di Napoli e della famiglia e della Compagnia De Filippo in quel periodo guidata dallo scomparso Luca De Filippo.
Nel 2010 diventa anche supervisore di una propria piccola etichetta discografica dedicata alla riscoperta e alla promozione in Italia e in Giappone di opere perdute nel tempo (finora sono stati dati alle stampe titoli di artisti come Gronge e Faust’O e la colonna sonora del film culto di Alessandro Benvenuti “Ad ovest di Paperino”). Inoltre, su guida del coordinatore Leonardo Marrone, la stessa etichetta sta curando dal 2021 la collana “Orient”, edita dall’etichetta discografica italiana Cinedelic, dedicata alla ristampa e alla diffusione di capolavori, in ambito jazz e popolare, della musica giapponese del Novecento.
Vista la sua lunga attività e il suo impegno per la diffusione e la valorizzazione dell’immagine, della cultura e degli aspetti più eccellenti del proprio paese in Giappone, nel 2010 e stato insignito ufficialmente della carica di corrispondente consolare.
È anche autore di decine di saggi nonché curatore, autore e coautore di programmi televisivi di reti locali e nazionali in Giappone (RKB, NHK, ecc.).

### Attività dal 2020 ad oggi

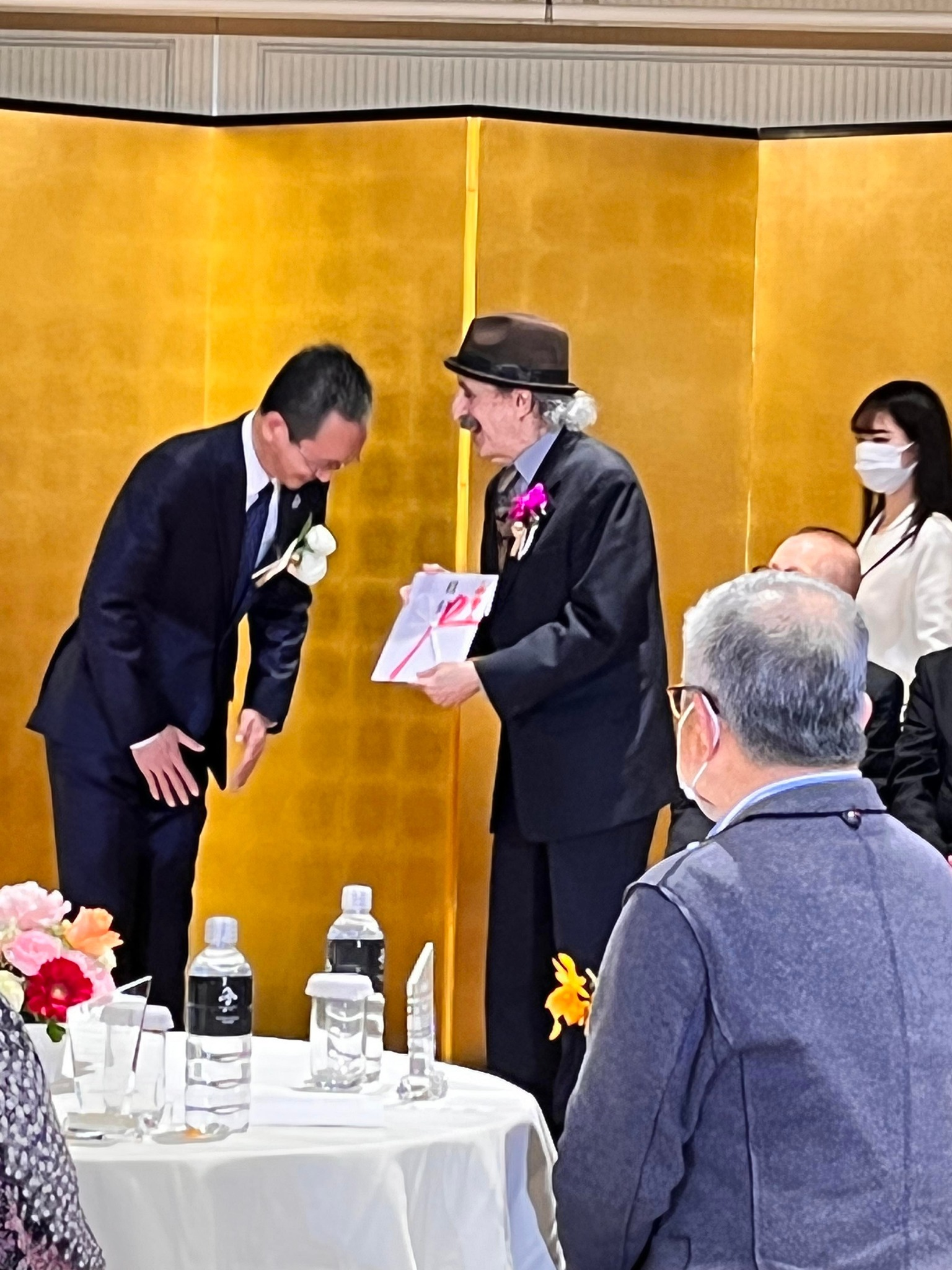
Onorificenza JASRAC (2022)

A ottobre del 2020 ha fondato il Biwakan, una scuola in cui insegna l’arte del restauro e della costruzione del liuto biwa.
Nel 2021 è stato insignito dalla città di Fukuoka del titolo ufficiale “Bunka katsudo korosho” per i suoi traguardi raggiunti in ambito culturale.
Il 4 marzo 2022 ha poi ricevuto il riconoscimento ufficiale della provincia di Fukuoka “Mukei bunkazai” ("Proprietà Culturale Intangibile") proprio per la sua attività di costruttore e di restauratore del liuto giapponese biwa.
A novembre del 2022 ha ricevuto l’importante premio JASRAC Music Culture Award come riconoscimento ufficiale per il suo prezioso contributo.